# Le Gardien du foyer
Pour plus de détails, voir Fiche technique et Distribution.
Le Gardien du foyer (titre original : The Home Maker) est un film muet américain réalisé par King Baggot, sorti en 1925.

## Synopsis
Un homme qui n'aime pas son travail et subissant trop de pression, tente de mettre fin à ses jours. Cette tentative échoue mais la blessure le laisse momentanément paralysé. Il doit rester à la maison avec ses enfants, tandis que sa femme, peu encline aux tâches ménagères, peut satisfaire ses ambitions professionnelles. Tous deux trouvent ainsi leur nouvel équilibre.

## Fiche technique
- Titre original : The Home Maker
- Réalisation : King Baggot
- Scénario : Mary O'Hara, d'après un roman de Dorothy Canfield
- Directeur de la photographie : John Stumar
- Producteur : King Baggot
- Pays d'origine :  États-Unis
- Format : Noir et blanc - 35 mm — 1.33:1 - Muet
- Durée : 80 minutes (1 h 20)
- Date de sortie :  États-Unis : 9 août 1925

## Distribution
- Alice Joyce : Eva Knapp
- Clive Brook : Lester Knapp
- Billy Kent Schaefer : Stephen Knapp
- Maurice Murphy : Henry Knapp
- Jacqueline Wells : Helen Knapp
- Frank Newburg : Harvey Bronson
- George Fawcett : Dr. Merritt
- Margaret Campbell : Mattie Farnum
- Martha Mattox : Mrs. Anderson
- Alfred Fisher : John - the Janitor
- Alice Flower : Miss West
- Virginia True Boardman : Mrs. Prouty
- Elaine Ellis : Molly Prouty
- Mary Gordon : Mrs. Hennessy
- Lloyd Whitlock : Mr. Willings